# Похищение мормонских миссионеров в Саратове
Похищение мормонских миссионеров в Саратове в 1998 году — похищение двух миссионеров Церкви Иисуса Христа Святых последних дней (Церковь СПД), Эндрю Ли Пропста и Трэвиса Роберта Таттла, 18 марта 1998 года. Один из похитителей попросил друга пригласить миссионеров в свою квартиру в Саратове. При входе их ударили по голове, отвезли в другое место и сфотографировали в рамках требования похитителей о выплате 300 000 долларов. Записку о выкупе оставили в доме местного члена Церкви СПД. Миссионеры были освобождены 22 марта после четырёх дней плена без уплаты выкупа. Это был первый крупный инцидент с участием иностранных миссионеров, произошедший в «глубинке России».

## Похищение
Пропст и Таттл были похищены в среду, 18 марта 1998 года. Они пошли в квартиру 20-летнего мужчины, с которым ранее познакомились на церковном собрании и договорились о встрече, чтобы рассказать ему больше об их вере. Когда они прибыли, их «несколько раз ударили металлической дубинкой по голове, надели наручники и связали». Их глаза и рты были заклеены скотчем.
Похитители потребовали 300 000 долларов и фотокопии паспортов миссионеров в обмен на безопасное освобождение Пропста и Таттла и угрожали убить их, если будет уведомлена полиция. Когда похитители не позвонили и не договорились о встрече, как было обещано в записке о выкупе, представители церкви подумали, что освещение в СМИ побудило их убить миссионеров.

## Плен
Пропста и Таттла доставили в сарай в 45 минутах езды от Саратова, и приковали наручниками к угольному радиатору так туго, что у обоих были повреждены нервы. Находясь в плену, они «играли в словесные игры, практиковали русскую грамматику и создали команду мечты из профессиональных бейсболистов». Они часто разговаривали с похитившим их молодым человеком на самые разные темы: от спорта до политики и религии; Пропст надеялся, что установление дружбы может позже помешать похитителю убить их. И Пропст, и Таттл прочитали книгу Дейла Карнеги «Как завоёвывать друзей и оказывать влияние на людей» и пытались использовать приёмы из этой книги. Один из похитителей поделился с миссионерами своей «историей жизни». Позже Пропст рассказал «Idaho Business Review», что его похитители испытывали финансовые трудности, и что это было одной из причин их похищения. Их кормили небольшими порциями один или два раза в день и давали пить грязную воду. Их глаза всё время оставались заклеенными.
Оба миссионера отделались лишь легкими травмами, включая болезненность от наручников и шишки от ударов по голове. После того, как похитители освободили их за пределами Саратова, они нашли попутку и вызвали полицию и церковных служителей. Затем их доставили в отделение полиции и под защитой представителей церкви и двух сотрудников консульства американского посольства они остались в Саратове, чтобы помочь полиции найти похитителей. Тогдашний президент миссии Дональд Джарвис заявил, что выкуп не выплачивался. И Пропст, и Таттл завершили своё миссионерское служение в Англии.

## Правительственные меры
В ситуацию были вовлечены несколько американских политиков. Представитель штата Юта Меррилл Кук сообщил газете Provo Daily Herald, что он поощряет «агрессивное участие Америки в возвращении этих мальчиков в целости и сохранности». Госдепартамент США назвал ситуацию «серьёзным делом» и не раскрыл тогда подробности похищения, чтобы защитить миссионеров. Сенатор Боб Беннетт отметил, что похитителям нужны были деньги, а не конкретно церковь СПД, и что он координировал усилия церкви и правительственных чиновников по этому вопросу. Он также воспользовался возможностью, чтобы осудить недавний российский закон, ограничивающий религиозные меньшинства. Сенатор Гордон Х. Смит от штата Орегон, который сам является членом Церкви Иисуса Христа Святых последних дней, говорил по этому поводу с президентом Биллом Клинтоном; Президент Клинтон ответил, что поможет, чем сможет. В Россию были отправлены четыре агента ФБР, один из которых говорил по-русски и имел опыт работы с заложниками. На брифинге представитель Госдепартамента Джеймс Б. Фоули заявил, что похищение было «единичным инцидентом» и что внешняя политика США в отношении России никоим образом не спровоцировала похитителей. Госсекретарь Мадлен Олбрайт сказала сенатору Гордону Смиту после освобождения миссионеров, что преступники освободили их, потому что «петля затягивалась». Первое президентство церкви СПД поблагодарило американских и российских чиновников за их работу.
ФСБ России также принимала участие в решении инцидента и после него, в частности, в аресте подозреваемых. Телевизионные новости Worldwide сообщили, что губернатор Саратовской области Дмитрий Аяцков пригрозил вывести оставшихся миссионеров СПД из региона, если будет выплачен выкуп в размере 300 000 долларов. Аяцков добавил, что «в ближайшее время всем миссионерам, в том числе мормонам, будет предложено найти другое место для своей деятельности».

## СМИ

### Освещение в новостях
Новость о похищении облетела весь мир. Эту историю опубликовали американские средства массовой информации, такие как The New York Times, Los Angeles Times, CBS News и CNN, а также британские новостные агентства, такие как BBC News и The Guardian. Миссионеры услышали по радио сообщение об их похищении, находясь в плену.

### Фильм
В фильме 2013 года «Саратовский подход» рассказывается история похищения Пропста и Таттла. Написал сценарий, срежиссировал и продюсировал фильм режиссёр Гарретт Бэтти. В нём снялись Корбин Олред в роли Таттла, Маклейн Нельсон в роли Пропста, а также Никита Боголюбов и Алекс Ведов в роли похитителей. Он собрал 2 146 999 долларов. Идея фильма возникла у Бэтти, когда он впервые услышал новость о похищении. Он встретился с Пропстом и Таттлом, выслушал их историю и получил от них разрешение на создание фильма. Актёры и съёмочная группа стремились максимально приблизить фильм к реальной истории.

## Суд над похитителями
24 марта 1998 года местная полиция обнаружила женщину, которая требовала выкуп, а также 45-летнего мужчину, который помогал в похищении; оба признались в причастности к похищению и были арестованы. Российские чиновники сообщили, что этот мужчина помог основать Церковь СПД в Саратове в 1993 году, но позже оставил веру. В августе Сергея Емцова приговорили к четырём годам лишения свободы. 19-летний Алексей Шкрябин получил всего два года условно. Пропст и Таттл присутствовали на судебном процессе, во время которого похитителей «заперли в стальной клетке в углу зала суда». Было доказано, что Емцов был вдохновителем операции; Шкрябин «не знал о [его] намерениях до момента похищения».